# شيجيوكي ايجيوغو
شيجيوكي ايجيوغو (بالإنجليزية: Chijioke Ejiogu)‏ (22 نوفمبر 1984 في نيجيريا - ) هو لاعب كرة قدم نيجيري في مركز حراسة المرمى. شارك مع منتخب نيجيريا لكرة القدم. أما مع النوادي، فقد لعب مع أكوا يونايتد وجوليوس بيرجر ونادي إنييمبا إنترناشونال ونادي دولفينز ونادي هارتلاند.

## روابط خارجية
- شيجيوكي ايجيوغو على موقع قاعدة بيانات كرة القدم.إي يو (الإنجليزية)
- شيجيوكي ايجيوغو على موقع ناشيونال فوتبول تيمز (الإنجليزية)